# Batalla d'Aspern-Essling

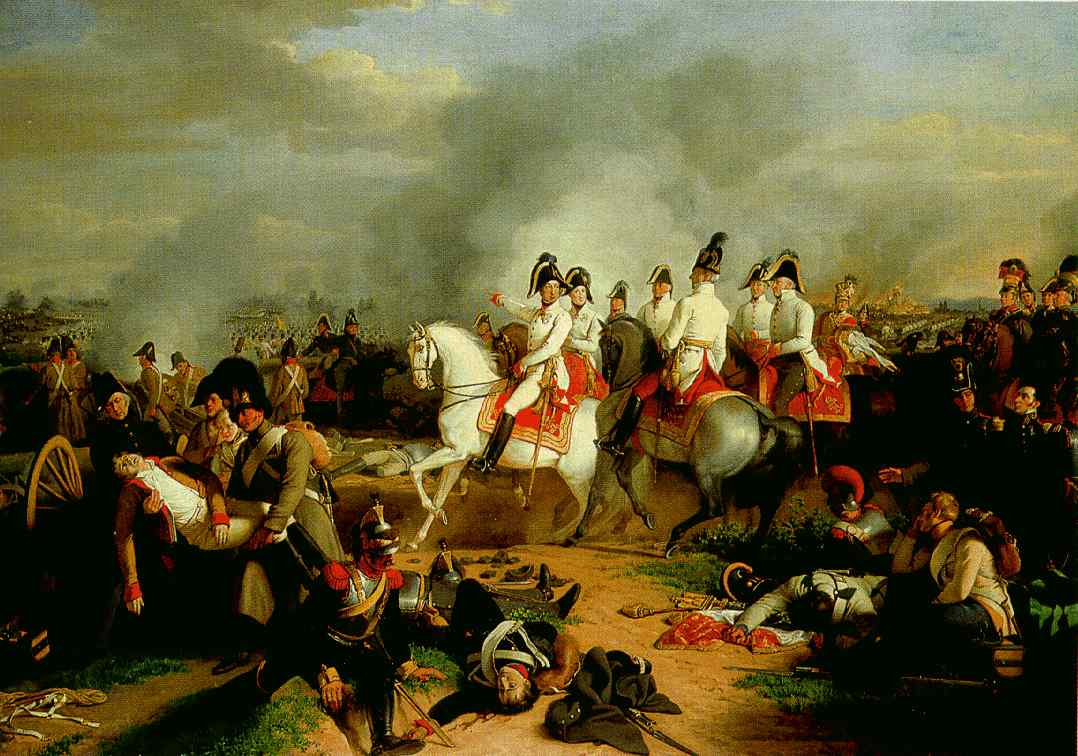
L'arxiduc Carles a Aspern

La batalla d'Aspern-Essling fou una batalla entre forces franceses i austríaques el 21 i 22 de maig de 1809, dins la guerra de la Cinquena Coalició, un dels conflictes de les guerres napoleòniques. Napoleó intentà creuar el Danubi a l'altura de Viena, però els francesos i els seus aliats van caure derrotats davant de l'exèrcit de l'arxiduc Carles Lluís d'Àustria.

## Antecedents
El mes de maig de l'any 1809 l'emperador Napoleó I tenia el control de la ciutat de Viena malgrat que la ciutat es trobava aïllada arran de la destrucció dels diversos ponts que creuaven el Danubi. Alhora, l'arxiduc Carles Lluís d'Àustria es trobava als voltants de Bisamberg amb l'exèrcit austríac. Les intencions inicials de l'exèrcit francès eren les de creuar el Danubi en pes i la tàctica escollida era la construcció d'un cap de pont a través d'una de les moltes illes ubicades al centre del riu, l'illa de Lobau. Així, la nit del 19 al 20 de maig les tropes franceses ocuparen l'illa de Lobau, la nit següent un contingent nombrós de l'exèrcit francès creuà el riu i s'ubicà a la ribera oriental esquivant un enfrontament directe amb les tropes austríaques.
Malgrat les informacions que diàriament Napoleó Bonaparte rebia d'atacs a la seva rereguardaal Tirol i a Bohèmia, l'emperador no s'intimidà i concentrà 40.000 soldats a la plana de Marchfeld, l'escenari on es desenvoluparia la batalla de Wagram el mes següent.
Les tropes austríaques no havien oposat resistència a les darreres maniobres franceses preparant-se per presentar batalla en un escenari més favorable. La intenció de l'arxiduc era clara, pretenia espera el creuament dels 40.000 homes que Napoleó havia concentrat als voltants de Viena però sense que cap altra batalló francès pogués socórrer-lo. L'emperador havia assumit el risc però havia reunit totes les forces possibles sobre Marchfeld, així situà l'exèrcit cara al nord en direcció al Danubi i dues ales, una a l'esquerra en direcció a la localitat d'Aspern, i una a la dreta en direcció a la localitat d'Essling.
Els generals Hiller, Bellegarde i Hohenzollern atacarien la localitat d'Aspern i Rosenberg la d'Essling enfrontant-se d'aquesta manera a les tropes napoleòniques sumant-hi la presència de la cavalleria austríaca al centre del combat. Durant el dia 21 els ponts es convertiren en més insegurs amb forta violència a l'entorn del riu i amb esdevenint un constant pas de tropes franceses.

## Batalla

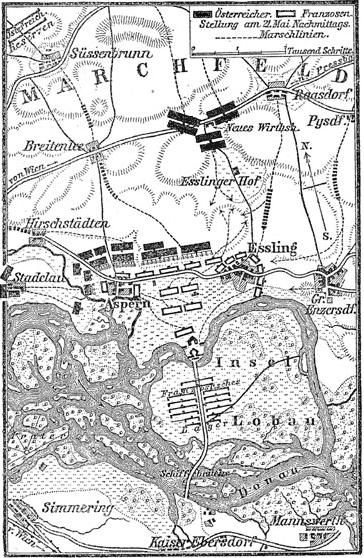
Posicions franceses (blanc) i austríaques (negre) el dia 21 de maig.

La batalla començà a Aspern; el general Hiller inicià les primeres maniobres en contra del poblat però el general Masséna aguant les escomeses i mantingué les posicions de la mateixa manera que havia fet a la batalla de Marengo de 1800. Al començament de la nit les posicions franceses eren intactes i els austríacs únicament havien ocupat les primeres cases d'Aspern. Mentrestant, la infanteria situada entre els dos pobles es dirigí als combats d'Aspern. Malgrat això, Napoleó es dirigí al centre de la plana de Marchfeld atacant les posicions d'artilleria austríaca que atacaven Aspern. Finalment, els francesos hagueren de recular a les seves posicions inicials.
A la vegada, la vila d'Essling s'havia convertit en un nou camp de batalla. Els cuirassats francesos van efectuar fortes càrregues contra el flanc austríac de Rosenberg. Rosenberg decidí resistir tot i la inferioritat numèrica i gràcies a aquest fet els francesos no pogueren ocupar la vila.
A Aspern la batalla havia arribat al cos a cos. La situació era caòtica i malgrat els intents d'aportar més homes per part dels francesos per derrotar definitivament als austríacs aquests esforços no reeixiren. A l'alba del dia 22 es reinicià la batalla, André Masséna aconseguí expulsar els austríacs d'Aspern mentre a Essling, Lannes ocupava la vila reforçant-la gràcies a la divisió de Sant Hilari. Ara bé, Hiller i Bellegarde llençaren un atac sobre Aspern en què aconseguiren ocupar la població i expulsar els francesos.
Al mateix moment, Napoleó llençava un atac al centre de l'exèrcit austríac aconseguint trencar el flanc dret de Rosenberg i de Hohenzollern aconseguint pràcticament la batalla. En aquest moment, l'arxiduc Carles en un moment crític pels austríacs decidí emprar la reserva de tropes liderant-les personalment. Les tropes austríaques aconseguiren de cop ocupar les viles d'Aspern i Essling, la retirada francesa fou crítica i sinó hagués estat per l'extenuació de les tropes austríaques el cost d'aquesta batalla hagués estat més que significatiu per l'emperador.

## Conseqüències
Els francesos perderen 21.000 homes dels 90.000 que tenien a la seva disposició. Per la seva banda, l'arxiduc Carles va declarar que el bàndol austríac havia patit la mort de 4 200 homes i 16 000 havien quedat ferits.
Aspern-Essling fou la primera gran derrota de l'emperador. Les derrotades forces franceses s'establiren a l'illa de Lobau i no retornaren a Viena esperant una nova ocasió per atacar els austríacs.